# 若狭国
若狭国（わかさのくに）は、かつて日本の地方行政区分だった令制国の一つ。北陸道に属する。

## 「若狭」の名称
「若狭」の名称は、海の向こうからこの地に来た若い男女が、その後に年をとらなかったという「若さ」にちなんだと言われる伝承がある（『和漢三才図会』巻71所収『若狭国風土記』逸文）。
設置当初の7世紀後半には、若侠国と若佐国の2通りの表記があったことが藤原宮跡から出土した複数の木簡からわかっている。若狭国と書かれるようになったのは、8世紀に入ってからでおそらく国印が鋳造された大宝4年（704年）からである。

## 沿革

### 古代
律令制で律令国家が成立する前の若狭地方は、若狭国造の領土だったと言われており、日本書紀には若狭国造や都怒我阿羅斯等の記述がある。
ヤマト王権の支配下に入った4世紀以降上記の国造が設置され、7世紀には律令国としての若狭国が設置された。当初は遠敷郡と三方郡から成ったが、 天長2年（825年）7月10日に遠敷郡の西部が大飯郡として分立して、以後は3郡となった。
奈良時代、ヤマト王権の日本海側入口として、海産物を朝廷に多く献上したために、「御食国」に該当すると推定されている。調・庸で塩を納めるよう定められ、8世紀には製塩が非常に盛んであった。（塩を京に運んだことを示す木簡で1990年代までに見つかった129点のうち、若狭国は第1位で49点、38％を占める。）
奈良の東大寺で実施されるお水取りは、東大寺が小浜に持っていた荘園に由来する祭である。平安時代から江戸時代まで、若狭地方は京都の外港として発展した。
平安時代、平治の乱以降、伊勢平氏が権力を握ると、若狭国国守は平氏一門により独占された。

### 中世
鎌倉時代には執権である北条氏自身が守護職を務めていたが、元弘3/正慶2年（1333年）の鎌倉幕府と北条氏の滅亡後は、北条氏を倒し武家の棟梁となった足利氏の最有力支族である斯波氏など、その時代時代の室町幕府の実力者か、それに連なる人物が京に近い若狭の守護職を得た。
室町時代初期の貞治5年/正平21年（1366年）の一色範光の補任以降は一色氏が若狭守護を世襲するようになるも、永享12年（1440年）に丹後・若狭守護一色義貫を6代将軍足利義教の命により誅殺した安芸国分郡守護の安芸武田氏の武田信栄が、若狭守護職を獲得して若狭国を本拠とし若狭武田氏となった。若狭武田氏は武田氏惣領として幕府近くに仕え、応仁元年（1467年）に始まった応仁の乱では東軍となり、丹後国を拠点とした西軍の一色氏と丹後守護職を廻り激しく対立した。応仁の乱以降は、若狭武田氏は将軍家や管領細川氏の信任を得て勢力を保ち遠敷郡の後瀬山城などを拠点に日本海交易を展開し積極的な文化活動を行ったが、永正4年（1507年）の永正の錯乱以降の畿内の戦乱に巻き込まれ、大永7年（1527年）に12代将軍足利義晴を奉じて上洛したが、桂川原の戦いで三好氏と波多野氏に敗北した。その後、若狭武田氏は徐々に衰退し、永禄11年（1568年）には家督を継いだ直後の武田元明が一族間の内乱から越前国朝倉氏に庇護されてその傀儡とされ、その朝倉氏も尾張国守護代より台頭し畿内を席捲する勢力となった織田氏に滅ぼされた。

### 近世
織田政権においては、若狭国は織田信長配下の丹羽長秀が後瀬山城に入って支配し、旧武田氏の被官を吸収した。僅かな所領しか赦されなかった武田元明は、本能寺の変で明智光秀に加担して近江に侵攻し、天正10年（1582年）若狭武田氏は滅亡した。その後、豊臣秀吉が政権を握ると（豊臣政権）、木村隼人佐・堀尾可晴が、同13年（1585年）には丹羽長重・山内一豊が、同15年（1587年）には浅野長吉（長政）が、文禄2年（1593年）には木下勝俊・惟俊兄弟が領した。
江戸時代になると、京極高次が若狭を領することとなり、後に越前敦賀郡を含む若狭地方一帯は小浜藩領となった。また、江戸時代には北前船が若狭地方を本拠地とした為に、敦賀、小浜は海運の一大拠点として盛えた。また、小浜と京都を結ぶ今の国道367号が「鯖街道」と呼ばれていたように、江戸時代には特に鯖の水揚げが多かった。のちに藩主家は京極家から酒井家へと替わる。
幕末になると、水戸を本拠地とする天狗党が京都を目指して蜂起したが、敦賀に逃れた天狗党員は皆殺しにされた。

### 近現代
明治維新を迎えると、1871年8月29日の廃藩置県後、同年12月31日には、旧若狭国に敦賀郡・今立郡・南条郡を加えて敦賀県を形成した。1873年（明治6年）1月には、今立・南条を除く嶺北で構成された足羽県を編入し、敦賀県は、現在の福井県と同じ県域となった。
1876年（明治9年）8月21日には敦賀県が分割され、敦賀郡と若狭地方(嶺南)は滋賀県に編入された。4年半後の1881年（明治14年）2月7日には、嶺南4郡と嶺北で福井県が形成された。突然このことを知らされた人々の中から遠敷郡の有志と、福井置県と同時に堺県の大阪府併合が布告される中、嶺南分割を滋賀県の京都併合への危機感と重ね合わせていた滋賀県令が、何度も嶺南4郡の滋賀県への復帰を政府に願い出たが、却下されてしまった。帰郷後、福井県設置後、初めての臨時県会への抵抗から、運動の中心人物1名、遠敷郡2名、敦賀郡1名が当選していた県会議員を辞職するなど、滋賀県への復帰を求める運動は、開始から約1年半の間、様々な形で続いた。1881年（明治14年）に、福井県令は、電信施設の設置を突如、政府が計画した他の地域の電信敷設計画を遅らせ、優先して嶺南に建設することを決定し、小浜小学師範・中学校開設費を原案通り可決し、年内にその設置を布達するなどの配慮を行った。嶺北と嶺南の地域対立の構図は、1881年からの約10年間、福井県政において、克服すべき大きな課題として存続し続けた。
明治前期に舞鶴鎮守府が設置されると、小浜線の敷設が進められた。
第二次大戦後には、若狭湾岸に原子力発電所が次々と建設され、これ以後は「原発銀座」と呼ばれている。また、現在の若狭地方は沿岸観光地域になっている。

### 近世以降の沿革
- 「旧高旧領取調帳」の記載によると、明治初年時点では国内の全域が小浜藩領であった。（253村・92,163石余）
  - 遠敷郡（122村・44,510石余）、大飯郡（73村・20,800石余）、三方郡（58村・26,851石余）
- 明治4年
  - 7月14日（1871年8月29日） - 廃藩置県により小浜県の管轄となる。
  - 11月20日（1871年12月31日） - 第1次府県統合により敦賀県の管轄となる。
- 明治8年（1876年）8月21日 - 第2次府県統合により滋賀県の管轄となる。
- 明治14年（1881年）2月7日 - 福井県の管轄となる。

## 地域

### 郡
- 三方郡（若東）
- 遠敷郡（上中・下中）
- 大飯郡（若西）

### 現在の領域
明治維新の直前の領域は現在以下のようになっている。太字の自治体及び郡の全域が国土にあたる。
- 福井県
  - 小浜市（旧遠敷郡の大半）
  - 三方郡
  - 大飯郡
  - 三方上中郡

## 国内の施設

### 国府
国府は、三卷本；黒川本の『色葉字類抄』、および十巻本の『伊呂波字類抄』によると遠敷郡にあったとされる。現在の小浜市にあったと考えられているが、正確な位置は不明である。

### 国分寺・国分尼寺
- 若狭国分寺

### 神社
延喜式内社
『延喜式神名帳』には、大社3座2社・小社39座39社の計42座41社が記載されている。大社2社は以下に示すもので、いずれも名神大社である。若狭国の式内社一覧を参照。
- 遠敷郡 若狭比古神社二座 - 現在の若狭彦神社と若狭姫神社。
- 三方郡 宇波西神社 （うわせじんじゃ）

総社・一宮以下
- 総社 総神社 （福井県小浜市府中）
- 一宮 若狭彦神社
- 二宮 若狭姫神社

## 人物

### 国司

#### 若狭守
- 768年（神護景雲2年）2月葛井立足
- 768年（神護景雲2年）6月安曇石成
- 843年（承和10年）1月 愛宕王
- 884年（元慶8年）3月 源保
- 平正盛：康和3年（1101年）任官
- 藤原重家[5]
- 平経盛：応保元年（1161年）10月19日〜[5]
- 平経光：嘉応元年（1169年）1月〜[5]
- 平敦盛：承安4年（1174年）1月〜[5]
- 平師盛：治承2年（1178年）1月〜[5]
- 平経俊：治承3年（1179年）〜[5]
- 源政家：? 〜寿永2年（1183年）11月[9]
- 山本義経：寿永2年（1183年）12月10日〜[9]
- 藤原範綱：? 〜建久3年（1192年）7月[10]

### 守護

#### 鎌倉幕府
- 藤原保家：建久3年（1192年）7月〜[10]
- 津々見（若狭）忠季：建久7年（1196年）9月 〜 建仁3年（1203年）[11]
- 1203年 - 1220年 - 北条義時
- 1220年 - 1221年 - 津々見忠季
- 1221年 - 1228年 - 島津忠時
- 1228年 - 1230年 - 北条時氏
- 1230年 - 1231年 - 北条経時
- 1231年 - 1259年 - 北条重時
- 1260年 - 1271年 - 北条時茂
- 1271年 - 1284年 - 北条時宗
- 1285年 - 1299年 - 北条貞時
- 1299年 - 1305年 - 北条宗方
- 1305年 - 1309年 - 北条宣時
- 1309年 - 1311年 - 北条貞時
- 1311年 - 1333年 - 北条高時
- 伊賀兼光

#### 室町幕府
- 1336年 - 斯波家兼
- 1336年 - 京極高氏
- 1337年 - 1338年 - 斯波家兼
- 1338年 - 桃井直常
- 1338年 - ? - 大高重成
- 1339年 - 1341年 - 斯波高経・斯波氏頼
- 1342年 - 1348年 - 大高重成
- 1348年 - 1351年 - 山名時氏
- 1351年 - ? - 大高重成
- 1352年 - 斯波家兼
- 1354年 - 1361年 - 細川清氏[12]
- 1361年 - 1363年 - 石橋和義[12]
- 1363年 - 1366年 - 斯波高経[13]・斯波義種
- 1366年 - 1388年 - 一色範光
- 1388年 - 1406年 - 一色詮範
- 1406年 - 1409年 - 一色満範
- 1412年 - 1440年 - 一色義貫
- 1440年 - 武田信栄
- 1440年 - 1471年 - 武田信賢
- 1471年 - 1490年 - 武田国信
- 1490年 - 1519年 - 武田元信
- 1519年 - 1539年 - 武田元光
- 1539年 - 1558年 - 武田信豊
- 1558年 - 1567年 - 武田義統
- 1567年 - 1582年 - 武田元明

### 戦国大名
- 若狭武田氏

### 織豊時代
- 丹羽長秀 - 後瀬山城

以下、「図説 福井県史」を参照した
- 木村隼人佐：天正11年（1583年） - 同13年（1585年）。三方郡。
- 堀尾可晴：天正11年（1583年） - 同13年（1585年）。大飯郡。
- 丹羽長重：天正13年（1585年） - 同15年（1587年）。遠敷郡、三方郡。のち、若狭一国。
- 山内一豊：同13年（1585年）。大飯郡。
- 浅野長吉（長政）：天正15年（1587年）入封。若狭一国8万5000石。文禄2年（1593年）甲斐国府中21万5千石に転封。
- 木下勝俊：文禄2年（1593年） - 慶長5年（1600年）。遠敷郡、三方郡6万2000石。
- 木下惟俊：文禄2年（1593年） - 慶長5年（1600年）。大飯郡2万石。

### 江戸幕府
関ヶ原の戦いの功により京極高次が若狭一国9万石を与えられた。
寛永11年（1634年）、酒井忠勝が入封し、以後幕末まで酒井氏が続いた（小浜藩）。

### 武家官位としての若狭守

#### 江戸時代以前
- 花村親吉：村上義清の家臣

#### 江戸時代
- 京極高次：若狭小浜藩初代藩主
- 織田信右：上野小幡藩第5代藩主
- 織田信美：出羽高畠藩第2代藩主、出羽天童藩初代藩主
- 金森頼錦 : 美濃国郡上藩第2代藩主
- 酒井忠氏：若狭小浜藩第13代藩主

## その他
大浦半島の付け根に位置する志楽谷（現在の舞鶴市志楽）は、遅くとも分国前の和銅2年（709年）には丹波国に属していたが、北東部の田結（同・田井）など半島の大部分は奈良時代（710年 - 794年）前期まで若狭国に属していたことが分かっている。